# 미산면 (연천군)
미산면(嵋山面)은 경기도 연천군의 면이다.

## 역사
- 조선 시대 : 마전군 군내면
- 1914년 4월 1일 : 연천군 미산면. 연천군으로 편입되면서 마전군 동면과 서면의 일부를 병합하여 아미리에 있는 '아미산'의 이름을 따서 '미산면'이라 함.

8리 - 마전·동이·아미·백석·유촌·우정·광동·석장리
- 1945년 9월 2일 : 미국과 소련이 38선을 경계로 한반도를 분할 점령함으로써 면의 전 지역이 소련군정의 관할이 됨.
- 1953년 7월 27일 : 한국 전쟁의 결과, 면의 전 지역이 수복되었다.
- 1954년 11월 17일 : 연천군의 행정권이 회복되어 민간인이 입주하고, 38선 이북이었던 삼화리가 파주군 적성면으로부터 편입되었다.[1] (9리)
- 1987년 1월 1일 : 석장리가 백학면으로 이관되었다.[2] (8리)
- 2020년 12월 24일 : 광동리(법정리)에서(행정리)로 변경됨에 따라 미산면 행정구역 8리에서 9리로변경

## 지리
미산면은 연천군의 서남쪽에 위치하고 있으며, 8개리 중 5개리가 임진강에 연접하고 있다. 주민의 60%가 원주민으로 구성되어 성씨별로 집성촌을 이루고 있으며, 교육·문화 및 교통시설이 열악하다. 문화재로는 숭의전(사적223호), 정발장군묘(지방기념물 제51호), 영원부원군묘(향토유적 제6호)가 있다.

## 행정 구역
| 법정리 | 한자명 | 행정리           | 비고                   |
| ------ | ------ | ---------------- | ---------------------- |
| 동이리 | 東梨里 | 동이리           |                        |
| 아미리 | 峨嵋里 | 아미1리, 아미2리 |                        |
| 백석리 | 栢石里 | 백석리           |                        |
| 유촌리 | 柳村里 | 유촌리           | 면 행정복지센터 소재지 |
| 광동리 | 廣洞里 | 광동리           | 행정리로 변경          |
| 마전리 | 麻田里 | 마전리           |                        |
| 우정리 | 牛井里 | 우정리           |                        |
| 삼화리 | 三和里 | 삼화리           |                        |

## 사적
- 연천 숭의전지 - 아미리 소재, 사적 제223호
- 연천 당포성 - 동이리 소재, 사적 제468호

### 경기도 문화재자료
- 평정공 윤호 신도비 - 아미리 소재, 경기도 문화재자료 제137호

## 문화센터
- 미산면 주민자치센터

## 관공서
- 미산우체국
- 연천소방서 미산119지역대
- 왕산보건지소
- 임진농협 왕산지점
- 왕산초등학교
- 연천경찰서 왕징파출소